# Tipula duplex
Tipula duplex är en tvåvingeart som beskrevs av Walker 1848. Tipula duplex ingår i släktet Tipula och familjen storharkrankar. Inga underarter finns listade i Catalogue of Life.